# Scheuder
Scheuder là một đô thị thuộc huyện Anhalt-Bitterfeld, bang Saxony-Anhalt, Đức.
Đô thị này có diện tích 9,8 km2, dân số thời điểm 31 tháng 12 năm 2006 là 347 người. Từ ngày 1 tháng 1 năm 2010, đô thị này thuộc thị xã Südliches Anhalt.